# Gujjegowdanapura, Mysore
Gujjegowdanapura là một làng thuộc tehsil Mysore, huyện Mysore, bang Karnataka, Ấn Độ.